# Pedicellaster pourtalesi
Pedicellaster pourtalesi is een zeester uit de familie Pedicellasteridae.
De wetenschappelijke naam van de soort werd in 1881 gepubliceerd door Edmond Perrier.